# Sequello
El anexo de Sequello es uno de los tres anexos que conforman el distrito de Marcabamba y pertenece a la provincia de Páucar del Sara Sara, ubicada en el departamento de Ayacucho, en Perú.

## Festividades
- Septiembre: en honor a Virgen María
- Diciembre: por motivo de la Navidad

- Datos: Q6125152